# Orchidantha siamensis
Orchidantha siamensis är en enhjärtbladig växtart som beskrevs av Kai Larsen. Orchidantha siamensis ingår i släktet Orchidantha och familjen Lowiaceae. Inga underarter finns listade.